# BMW 4 Серії
BMW 4 Серії — середньорозмірні купе і кабріолети виробництва BMW.

## Перше покоління (F32/F33/F36; 2013–2020)

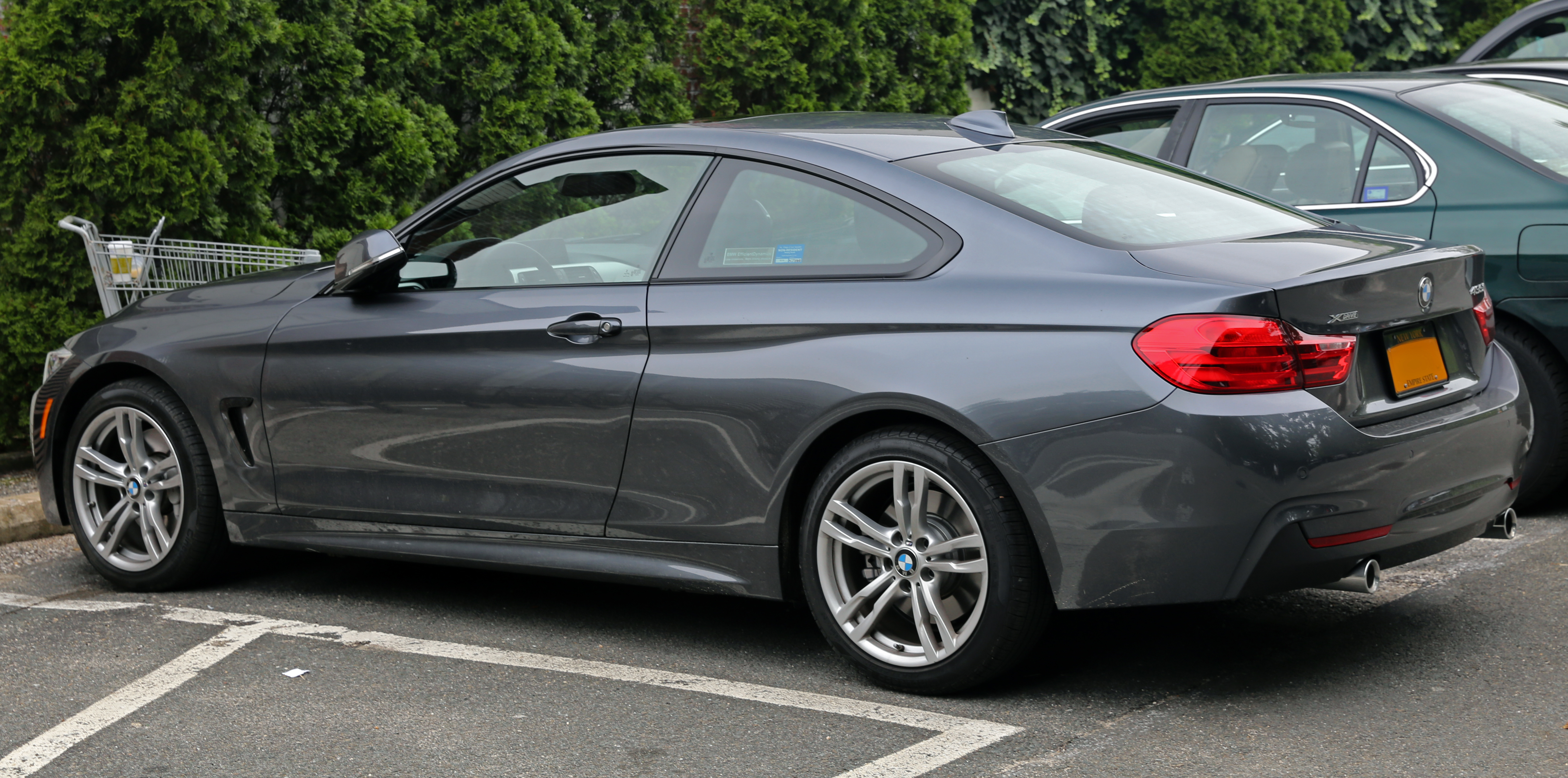
BMW 435i Coupé (F32)

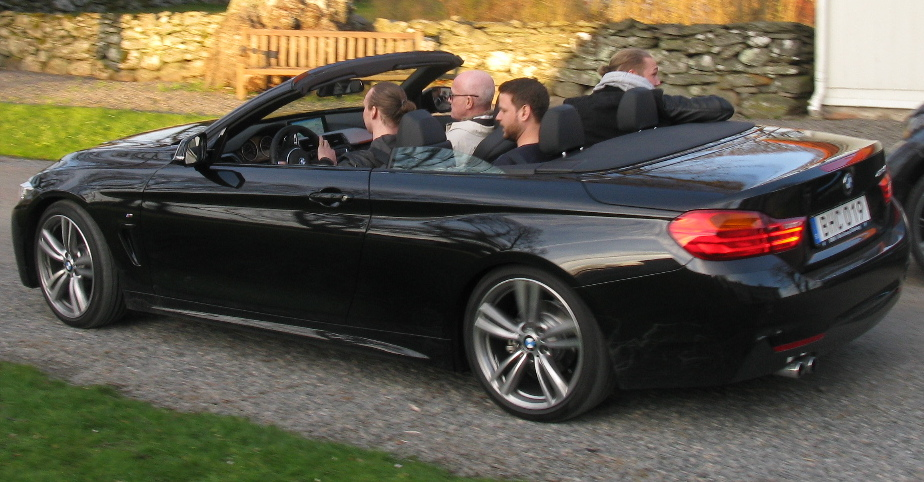
BMW 428i Cabriolet (F33)

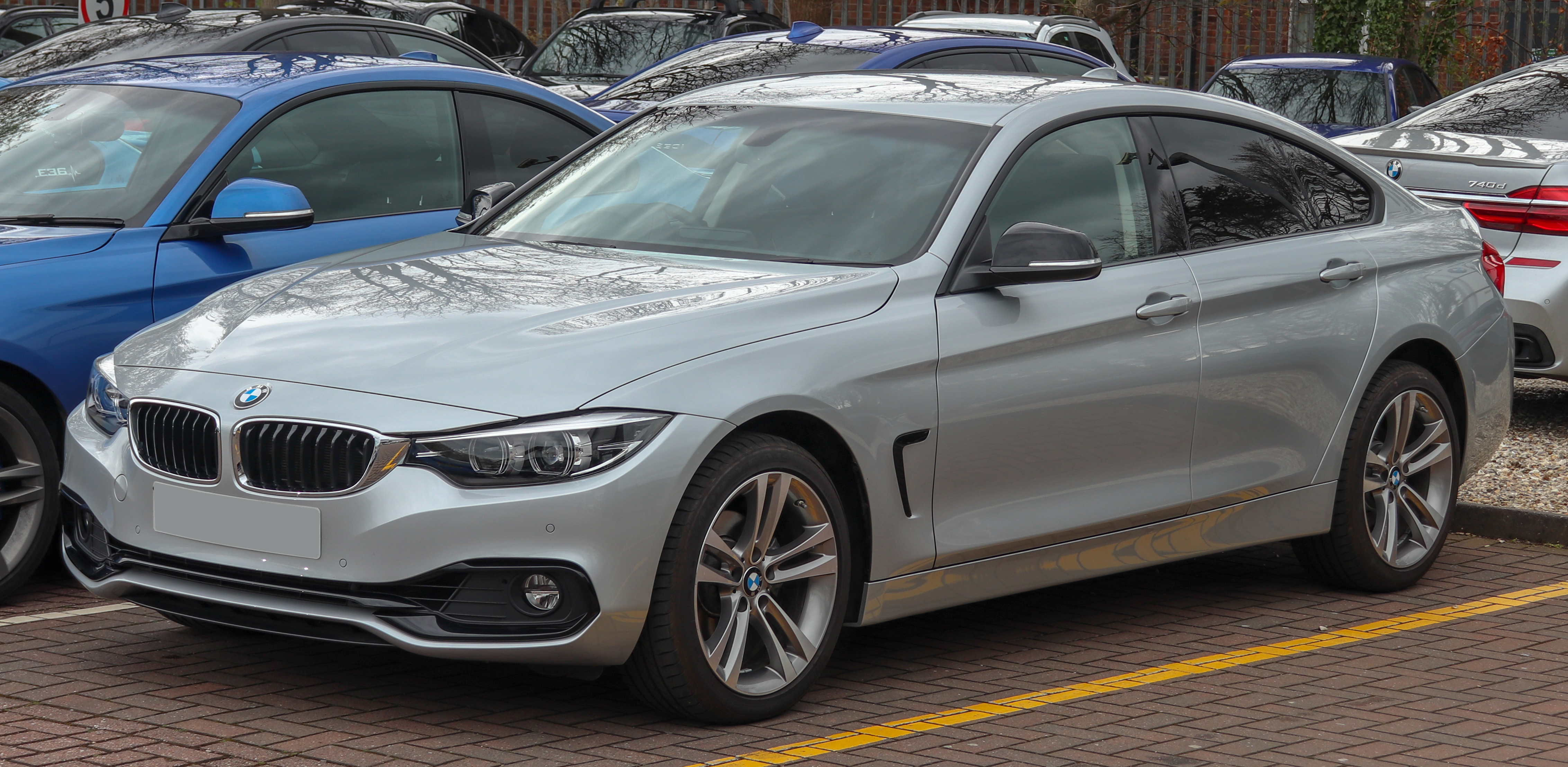
BMW 420i xDrive Gran Coupé (F36)

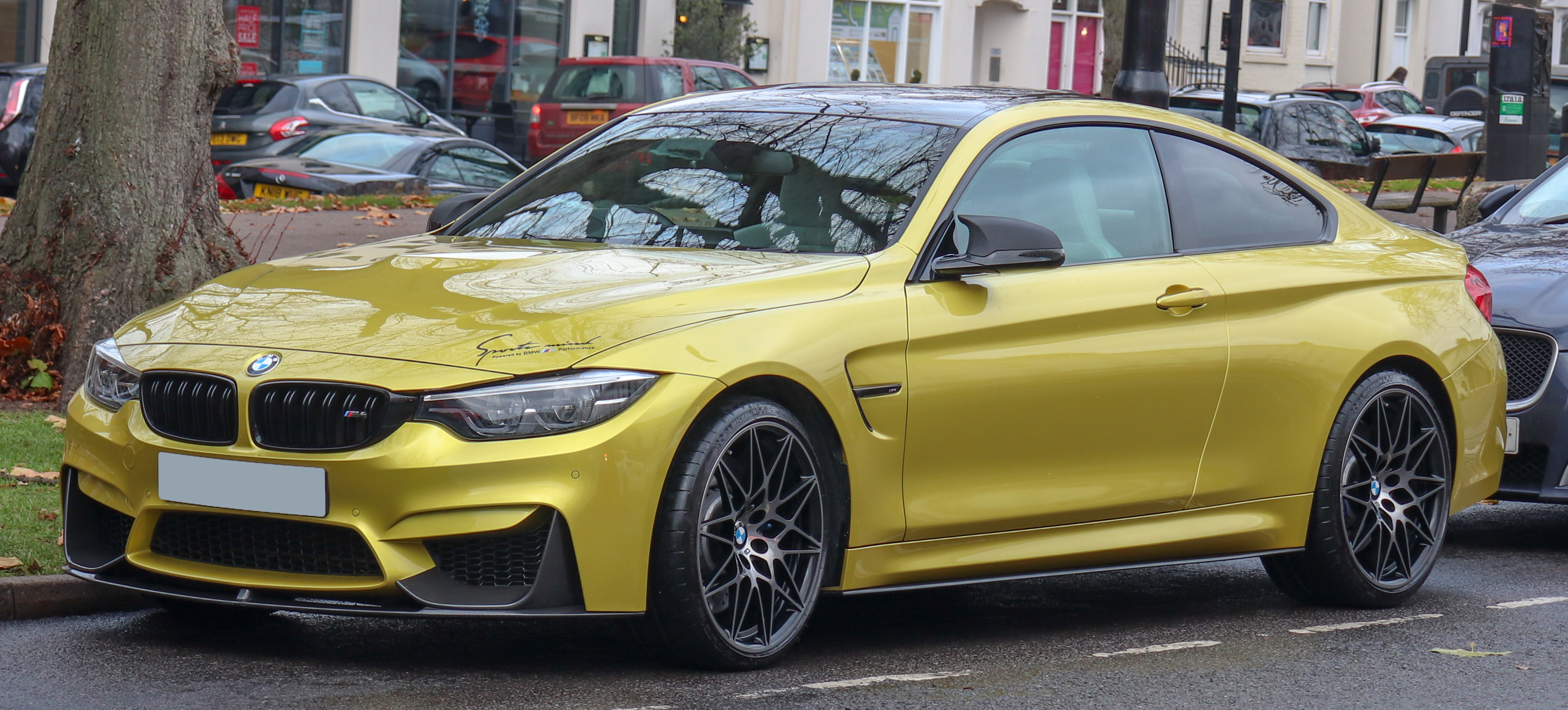
BMW M4 Coupé (F82)

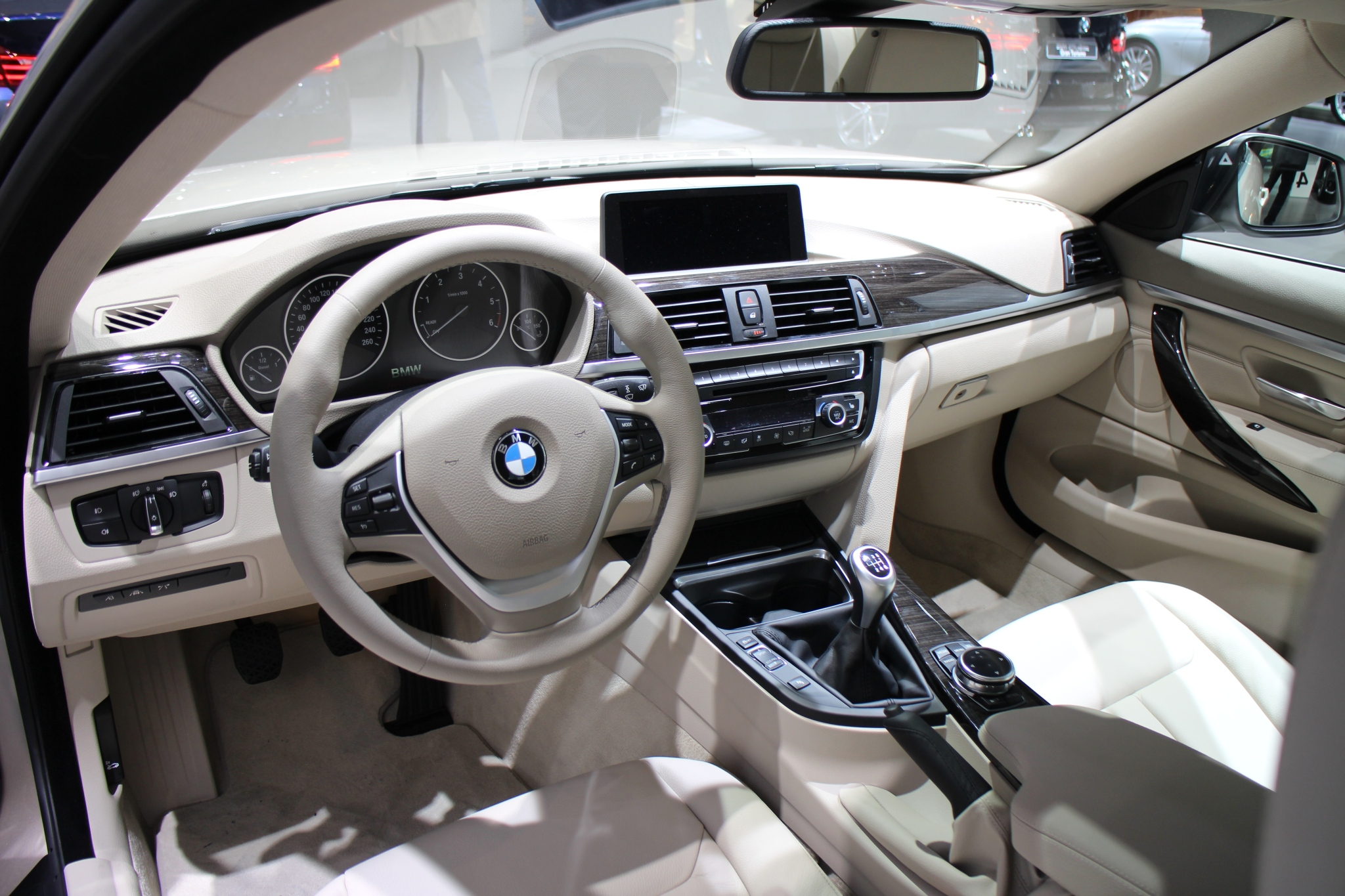

5 грудня 2012 року представлено офіційні фотографії і всю інформацію про BMW 4 Series Concept Coupe, 14 січня 2013 році на автосалоні в Детройті концепт-кар представили громадськості.
Автомобілі 4 Серії замінять купе і кабріолети BMW 3 Серії (E92)[джерело?]. Серійне виробництво купе (F32) почалось влітку 2013 року, кабріолет (F33) встав на конвеєр восени того ж року. Спочатку автомобілі мали два бензинових: 2,0 л потужністю 245 к.с. (180 кВт) в 428i і 3,0 л потужністю 306 к.с. (225 кВт) в 435i і один дизель 2,0 л потужністю 184 к.с. (135 кВт) в 420d. Пізніше, в листопаді 2013 року, з'явився бензиновий двигун в 420i потужністю 184 к.с. (135 кВт) і два дизельними двигуна в 430d потужністю 258 к.с. (190 кВт) і 435d потужністю 313 к.с. (230 кВт). Ці двигуни також використовують в моделях BMW F30.
Офіційний дебют купеподібного седана 4 серії Gran Coupe (F36) відбувся в березні 2014 року на мотор-шоу в Женеві.

### Базова комплектація та опційне обладнання
Стандартна інформаційно-розважальна система отримала 6.5-дюймовий екран та iDrive з поворотним регулятором та кнопками швидкого доступу (hot-key). Доповнюється вона DAB радіо. Розважальну систему можна доповнити: більшим екраном, додатками, які відстежують трафік у режимі реального часу, звуковою системою Harmon/Kardon, проєкційним дисплеєм лобового скла, камерою паркування та ін. А поєднавши її з налаштуваннями Connected від BMW, отримуємо додаткові можливості отримання інформації стосовно погоди та останніх новин. Окремо запропонована і точка Wi-Fi. На розсуд водія представлено чимало опцій безпеки, включаючи: адаптивний круїз-контроль, активні LED фари, систему слідкування за розміткою, систему попередження про можливе зіткнення з функцією автоматичного гальмування у межах міста.

### M4
В другій половині 2013 року представлена BMW M4 в кузові купе, в 2014 році представлять чотиридверний M4 Gran Coupe. На автомобілі будуть встановлювати шестициліндровий 3,0 літровий турбодвигун.

### Двигуни
| Модель    | Роки виробництва | Код двигуна: Циліндри ГРМ | Об'єм    | Потужність                             | Крутний момент             | Система живлення            |
| --------- | ---------------- | ------------------------- | -------- | -------------------------------------- | -------------------------- | --------------------------- |
| Бензинові |                  |                           |          |                                        |                            |                             |
| 428i      | 07/2013-         | N20B20: Р4 DOHC           | 1997 см³ | 245 к.с. (180 кВт) при 5000–6500 об/хв | 350 Нм при 1250–4800 об/хв | пряме вприскування, бітурбо |
| 435i      | 07/2013-         | N55B30: Р6 DOHC           | 2979 см³ | 306 к.с. (225 кВт) при 5800–6000 об/хв | 400 Нм при 1200–5000 об/хв | пряме вприскування, бітурбо |
| Дизельний |                  |                           |          |                                        |                            |                             |
| 420d      | 07/2013-         | N47D20: Р4 DOHC           | 1995 см³ | 184 к.с. (135 кВт) при 4000 об/хв      | 380 Нм при 1750—2750 об/хв | Common rail                 |

## Друге покоління (G22/G23/G26; 2020–наш час)

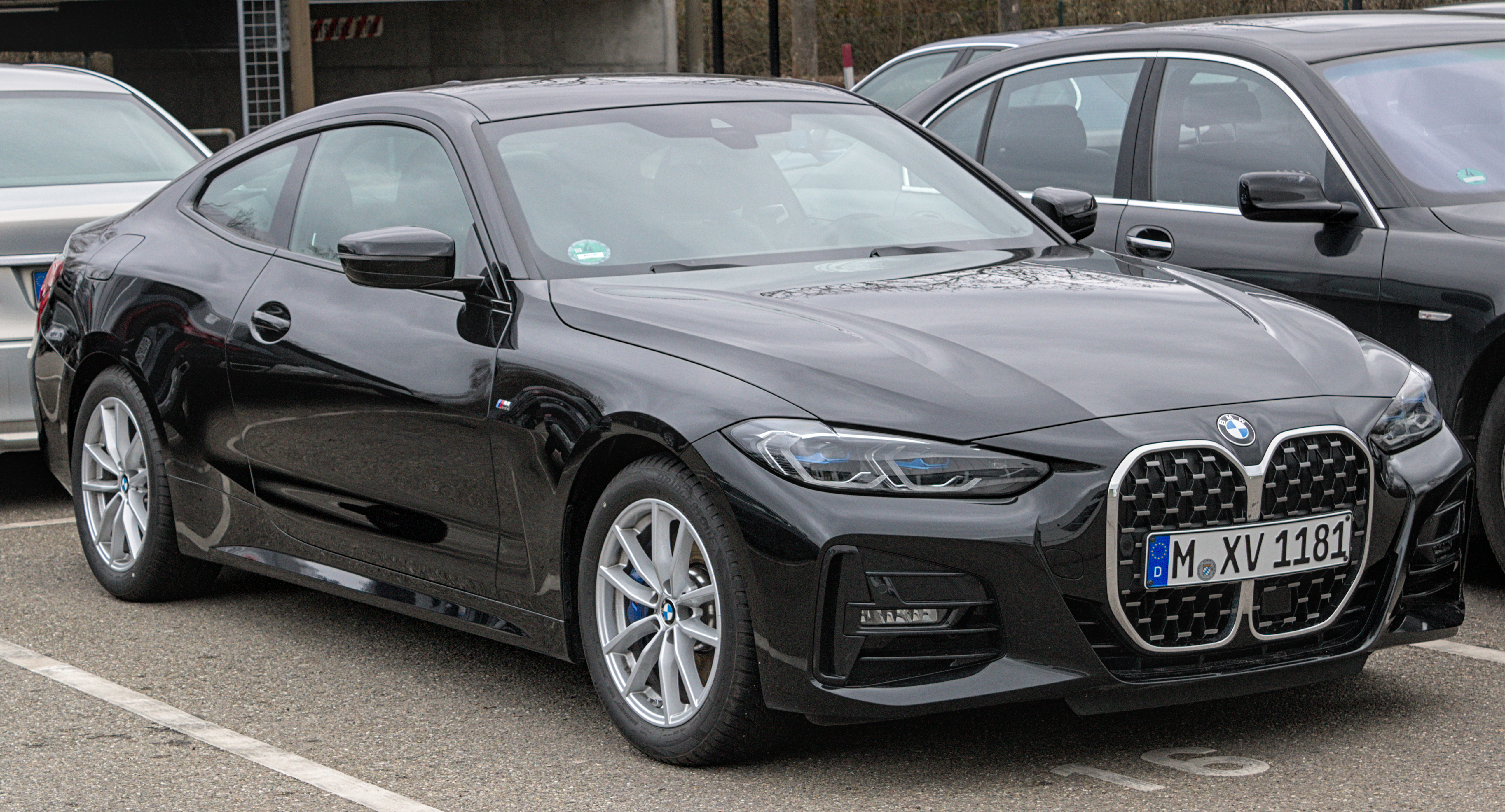
BMW 430i (G22)

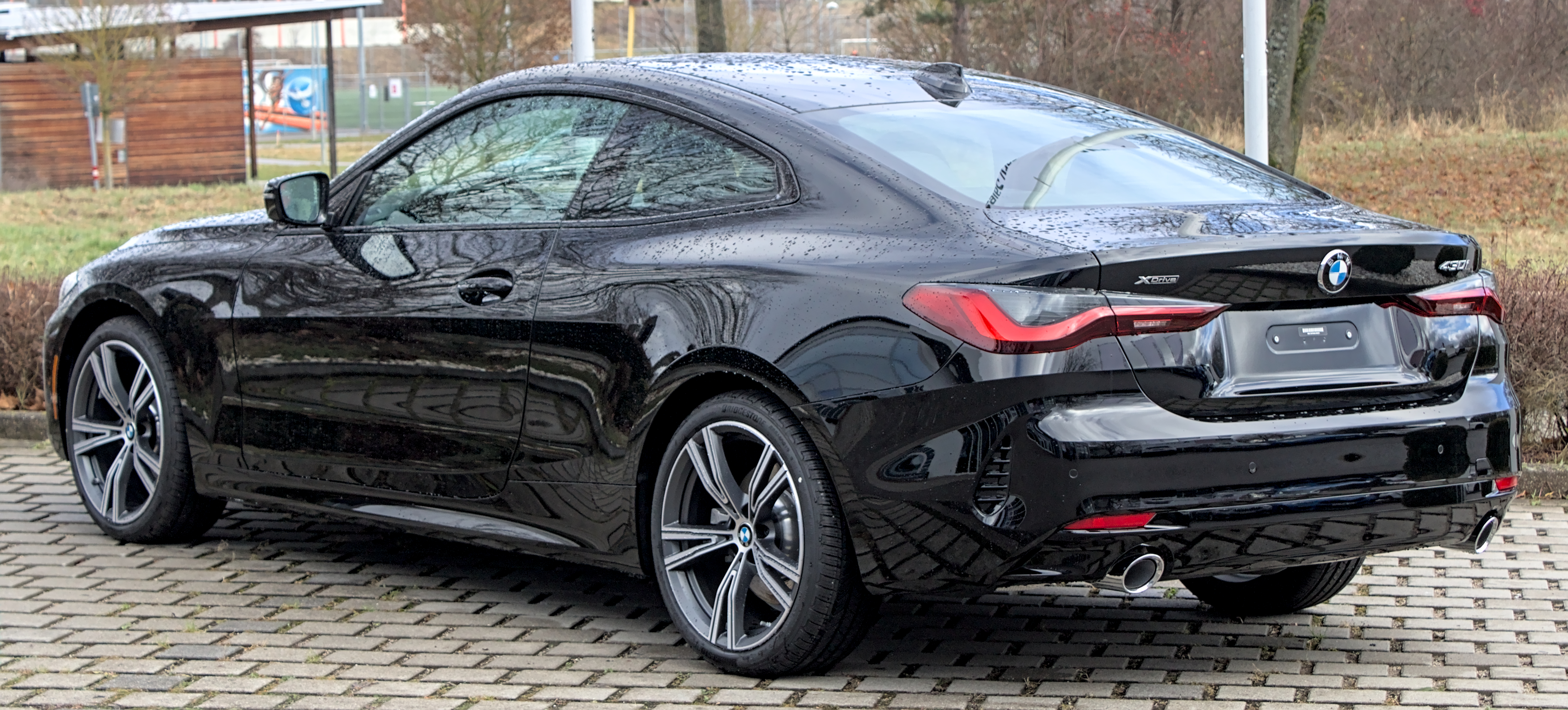

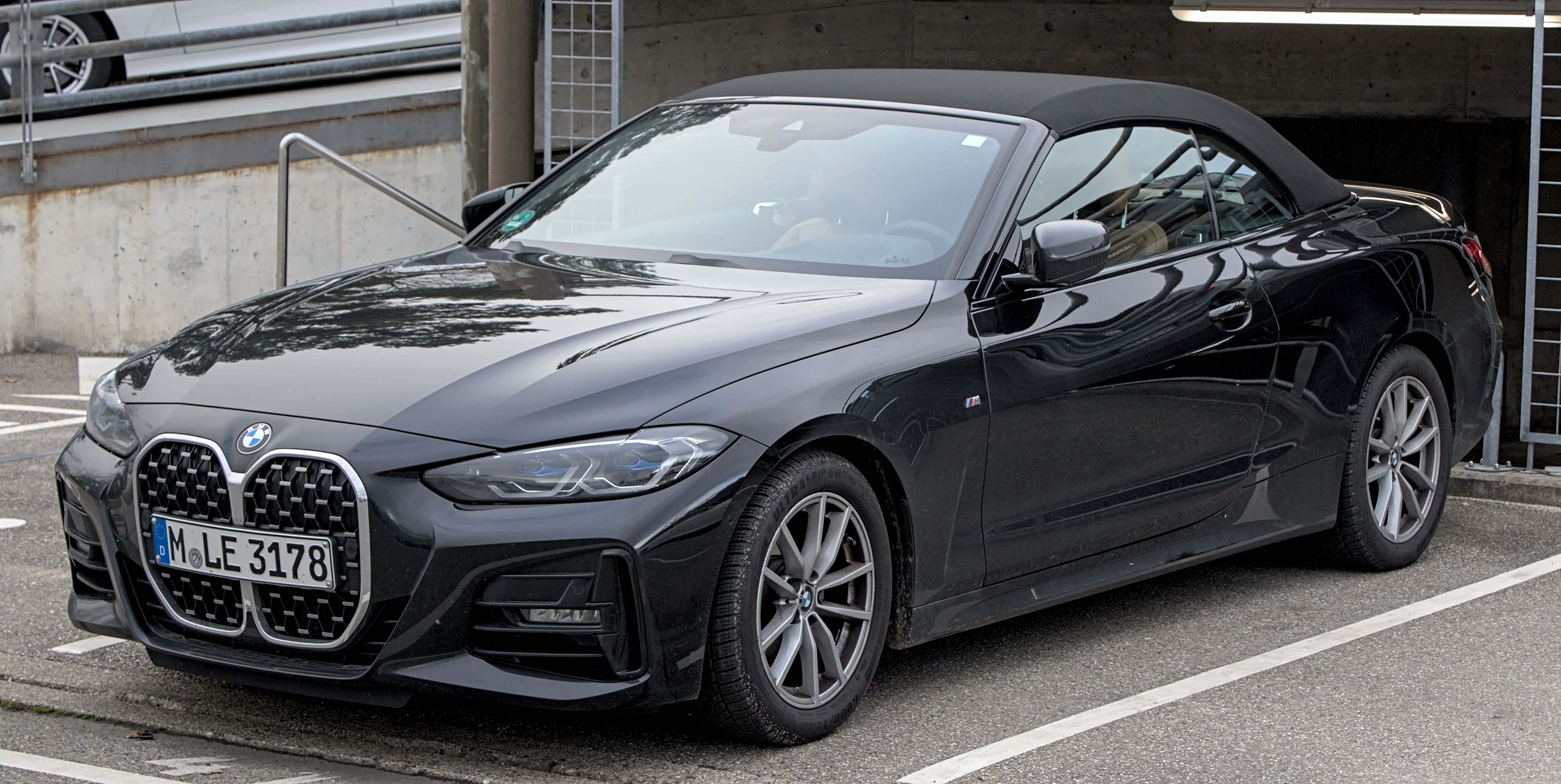
BMW 420i (G23)

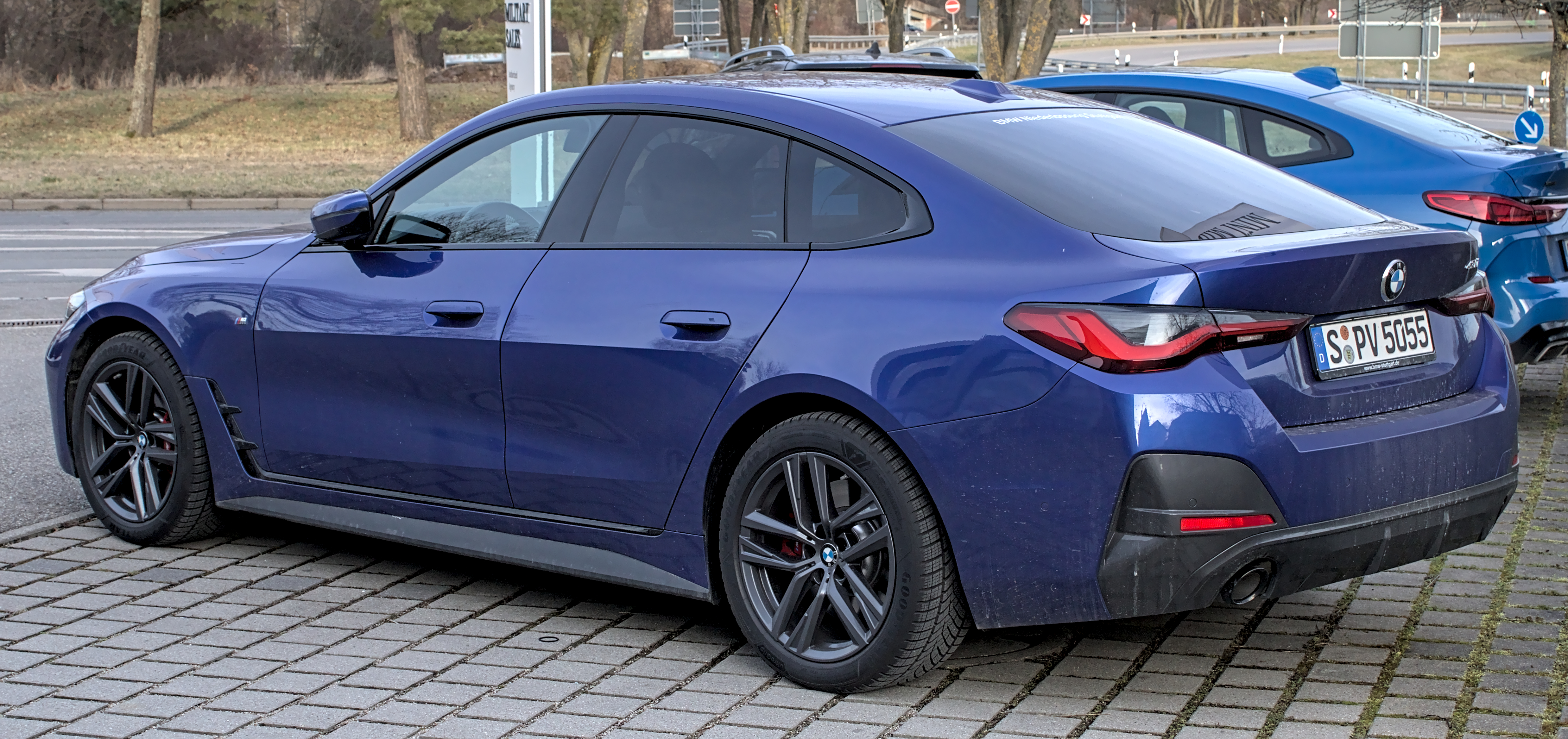
BMW 430i (G26)

Друге покоління BMW 4 серії складається з BMW G22 (версія купе) разом із майбутніми BMW G23 (версія кабріолета) та BMW G26 (версія седан, що продається як Gran Coupé). BMW 4 серії (G22) була представлена в червні 2020 року і стала наступником BMW 4 серії (F32). В жовтні 2020 року представлено кабріолет 4 серії в кузові G23 із м'яким складним верхом.
G22 буде випускатися разом із 3 серією (G20). Автомобіль збудовано на платформі BMW CLAR. Як і у серії G20, автомобілі G22/G23/G26 комплектуються бензиновими та дизельними двигунах з турбонаддувом. На відміну від свого попередника, нова серія 4 має суттєвий відступ у дизайні від 3 серії для того, щоб розрізнити дві моделі. Найпомітнішою з дизайнерських змін є велика решітка ніздрів спереду, натхненна BMW 328 1930-х років.
BMW 4 серії пропонує зручну інформаційно-розважальну систему iDrive зі стандартними Apple CarPlay та Android Auto.
У 2022 модельному році дебютувала після перерви чотиридверна версія 4 Series під назвою Gran Coupe, а також з'явились кабріолет та купе M4 Competition з повним приводом. BMW 4 серії в кузові Gran Coupe пропонує багажник об'ємом 470 л.  
У 2024 році всі моделі 4 серії отримали стандартні 14,9-дюймовий екран мультимедіа та 12,3-дюймову панель приладів.  
У 2025 році автомобілі BMW 4 серії отримали оновлення: 48-вольтовий м’який гібрид, мультимедійну систему BMW 8.5 з вигнутим дисплеєм та меню QuickSelect.  

### Двигуни
Бензин:
- 2.0 L turbo B48 I4

Hybrid:
- 3.0 L turbo B58 I6 + 48-volt electric motor

Дизель:
- 2.0 L turbo diesel B47 I4 + 48-volt electric motor
- 3.0 L turbo diesel B57 I6

## Виробництво
| рік  | авто    |
| ---- | ------- |
| 2013 | 14,763  |
| 2014 | 119,580 |
| 2015 | 152,390 |
| 2016 | 133,272 |
| 2017 | 133,104 |
| 2018 | 109,887 |